# Microcar
Microcar är en tillverkare av mopedbilar. Företaget Microcar startades av Fritz Claud som var en framgångsrik affärsman i Frankrike under 1980-talet. Företaget tillverkade motorsågar i början och började tillverka mopedbilar år 1984.

## Modellerav Microcar mopedbilar
Microcar M.Go 6 (VJR84)
Microcar M.Go 4/5 (VJR84)
Microcar M.Go 3 (VJR82)
Microcar M.Go 2 (VH861BC/BR)
Microcar M.Go 1 (VH861BL/BY)
M8 (VH881)
Dué 6 (VJR84)
Dué 3 (VJR82)
Dué 2 (VH882)
Dué First (VTB54)
MC2 (VH852 / VH856)
MC1 (VH851 / VH855)
Virgo 1 & Virgo 2 (VH840BBL)
Virgo 3 (VH840PBL)

### Virgo versioner
- Pratic
- Activ
- F8
- Odyssey
- London
- Paris
- Navy

### Virgo utrustning
- Premier
- Confort
- Standing
- Prestige
- Luxe
- First

Extra utrustning är bland annat taklucka och aluminiumlister vid dörrarna.